# Raduga Ch-55
Ch-55 (ryska: Х-55, NATO-namn: AS-15 Kent) är en sovjetisk kryssningsrobot utvecklad i slutet av 1970-talet och under början av 1980-talet som ett svar på de amerikanska robotarna Tomahawk och ALCM.

## Historia
8 december 1976 beslutade Sovjetunionens ministerråd att designbyrån Raduga skulle utveckla en kryssningsrobot med lång räckvidd som samtidigt skulle vara så kompakt och lätt att bombflygplan skulle kunna bära ett flertal robotar inne i bombutrymmet. För att lyckas med det kunde roboten, till skillnad från sina föregångare, inte förlita sig på hög hastighet för att tränga igenom fiendens robotförsvar, utan förlitade sig i stället på en låg flyghöjd och låg radarprofil. I mars 1978 började de första prototyperna tillverkas och den första provskjutningen ägde rum 23 februari 1981. Roboten togs i tjänst i Sovjetiska flygvapnet 31 december 1983.
1986 började Raduga att utveckla en något större version med längre räckvidd (Ch-55SM) och en version med konventionell stridsspets (Ch-555). Dessa robotar kunde även förses med utanpåliggande extratankar längst robotens undersida för 220 kg extra bränsle.
Efter Sovjetunionens fall hamnade de flesta robotarna i Kazakstan och Ukraina. Kazakstan var villiga att lämna ifrån sig alla kärnvapen och 19 februari 1994 hade alla bombplan och kryssningsrobotar flyttats till Sibirien. Förhandlingarna med Ukraina gick trögare, men i februari 2000 hade över hälften av robotarna och bombplanen lämnats till Ryssland som betalning för naturgas.
En variant kallad Granat (Гранат, NATO-rapporteringsnamn SS-N-21 Sampson) utvecklades av designbyrån Novator för att kunna avfyras från 533 mm torpedutber ombord på ubåtar. En landbaserad variant kallad RK-55 avvecklades som en följd av INF-avtalet och de ubåtsbaserade robotarna är idag ersatta av robotsystemet Kaliber (Klub-S).

## Varianter
- Ch-55 – Ursprunglig version med 2500 km räckvidd.
- Ch-55OK – Version med optisk terrängigenkänning i stället för terrängföljande radar (OK = Optitjeskim Korreljatorom)
- Ch-55SM – Något förstorad version för att utöka räckvidden till 3500 km.
- Ch-101 – Stealth-anpassad version med konventionell sprängladdning.
- Ch-102 – Stealth-anpassad version med kärnladdning.
- Ch-65 – Taktisk version med större sprängladdning och räckvidden reducerad till 600 km.
- Ch-555 – sjömålsversion med radarmålsökare.
- RK-55 Granat – Landbaserad kryssningsrobot. Avvecklad som en följd av INF-avtalet.
- S-10 Granat – Smalare och längre flygkropp och startraket för att kunna avfyras ur en 533 mm torpedtub. En vidareutveckling av designbyrån Novator.

## Liknande vapen
- AGM-86 ALCM
- BGM-109 Tomahawk